# Аптекарський сад Челсі

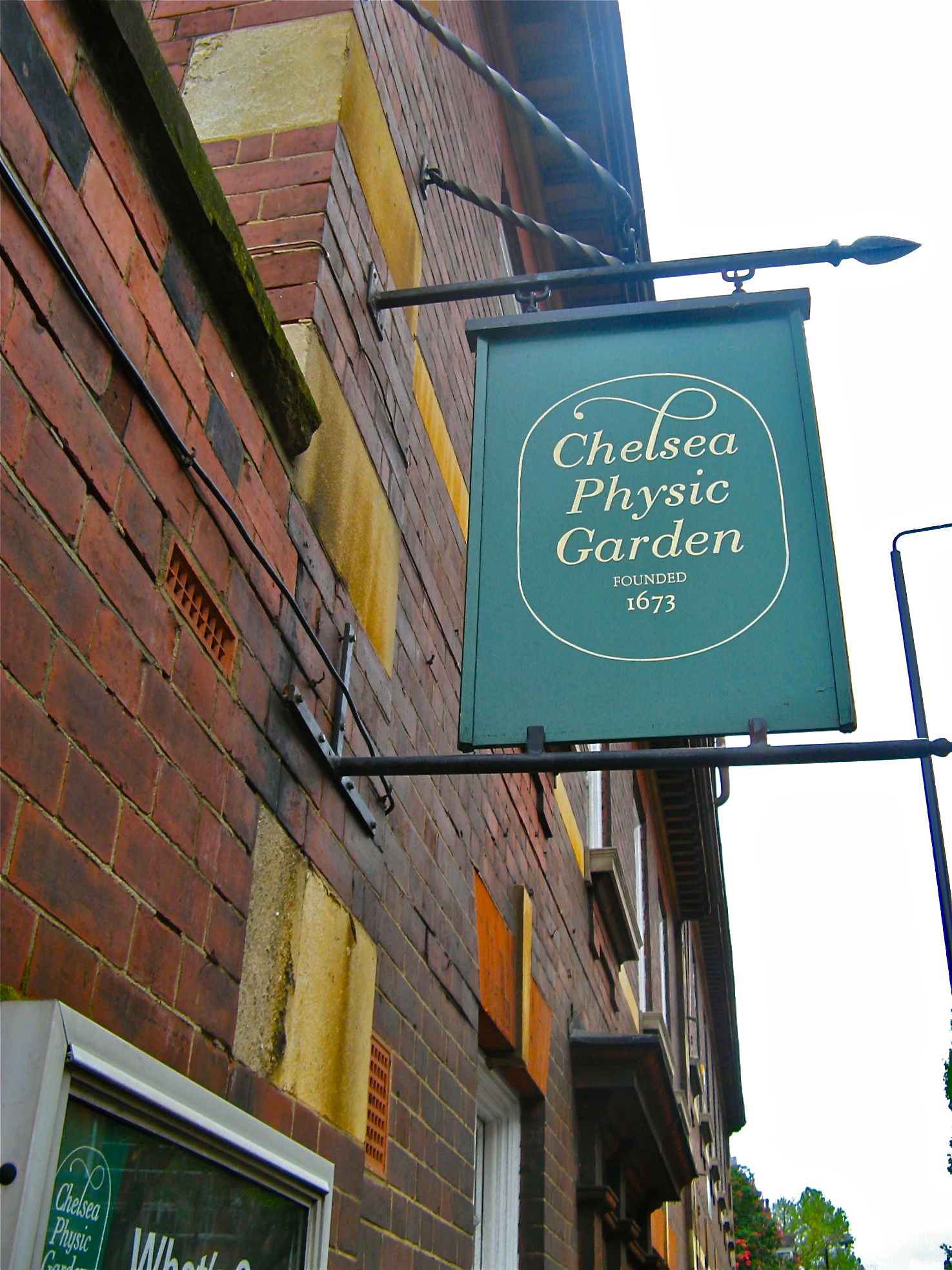
Прапор саду

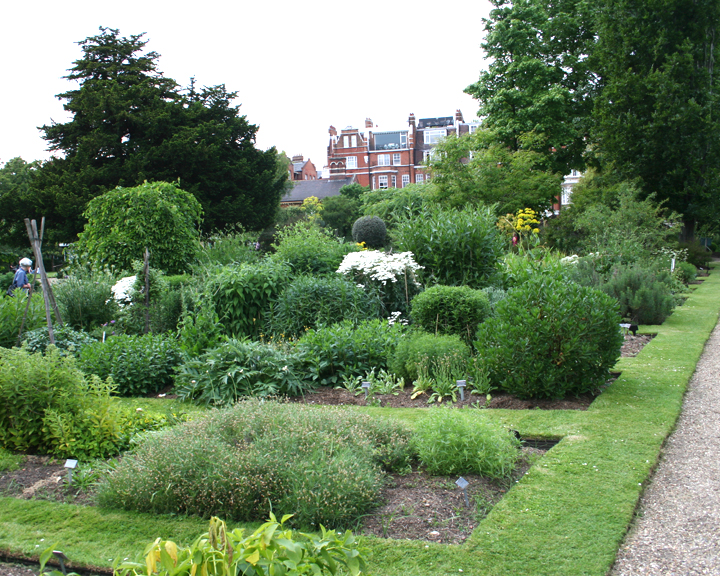
Сад влітку 2006 року

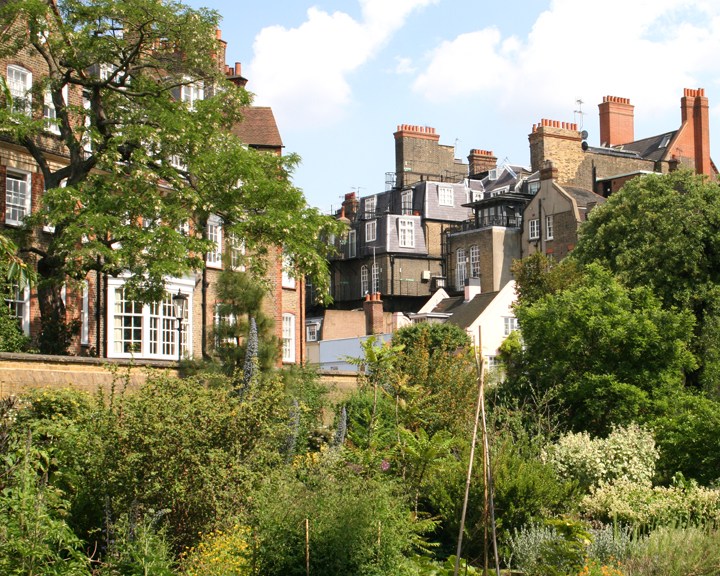
Сад із будинками на задньому плані.

51°29′06″ пн. ш. 0°09′46″ зх. д. / 51.485° пн. ш. 0.16277777777778° зх. д.
Аптекарський сад Челсі (англ. Chelsea Physic Garden) — ботанічний сад у Лондоні, заснований у 1673 році. Він є другим найстарішим ботанічним садом у Великій Британії, після Ботанічного саду Оксфордського університету, який був заснований у 1621 році.
З 1983 року Аптекарський сад Челсі відкритий для широкого кола відвідувачів.

## Історія
У 1673 році товариство аптекарів влаштувало сад з лікарськими рослинами на березі Темзи. Головна мета полягала у вирощуванні рослин, необхідних для виготовлення ліків. На той час рослини були чи не єдиним джерелом медикаментів. Згодом в саду з'явилися рослини з усіх кінців світу, не завжди лікарські, а аптекарські сади стали називати ботанічними.
У XVIII столітті існування саду опинилося під загрозою через високу вартість утримання. Його врятував придворний лікар сер Ганс Слоун. У 1712 році він купив особняк Челсі, відновив аптекарський сад, а згодом передав його в дар громаді за ренту в розмірі п'ять фунтів на рік. З 1722 до 1770 року куратором саду був Філіп Міллер. Він перетворив аптекарський сад Челсі у один з найкращих ботанічних садів світу. У XIX ст. кошти знову закінчилися, забудовники прагнули захопити дорогу землю. Проте у 1899 році сад був знову врятований благодійним фондом та переданий університету. У 1983 році був створений незалежний благодійний фонд, і сад відкрили для відвідування.

## Сучасний стан саду
Станом на 2015 рік в сад складається з таких підрозділів:
- Сад лікарських рослин
  - Фармацевтичний сад з рослинами, розташованими відповідно до хвороб, які використовуються для їх лікування
  - Сад світової медицини, з лікарськими рослинами, розташованими відповідно до культур, які їх використовують
- Сад їстівних та корисних рослин
- Всесвітній лісопарковий сад

## Особистості, діяльність яких пов'язана із садом
- Вільям Айтон
- Йоганн Амман
- Джозеф Бенкс
- Алісія Амхерст
- Елізабет Блеквел
- Вільям Кертіс
- Вільям Форсайт
- Вільям Гадсон
- Джон Ліндлі
- Карл Лінней
- Георг Христіан Едер
- Ганс Слоун
- Даніель Карлсон Соландер
- Філіп Міллер